# Jules Ollier de Marichard
Jules Ollier de Marichard, né le 11 avril 1824 et mort le 22 mars 1901 à Vallon-Pont-d'Arc (Ardèche),, est un préhistorien français.

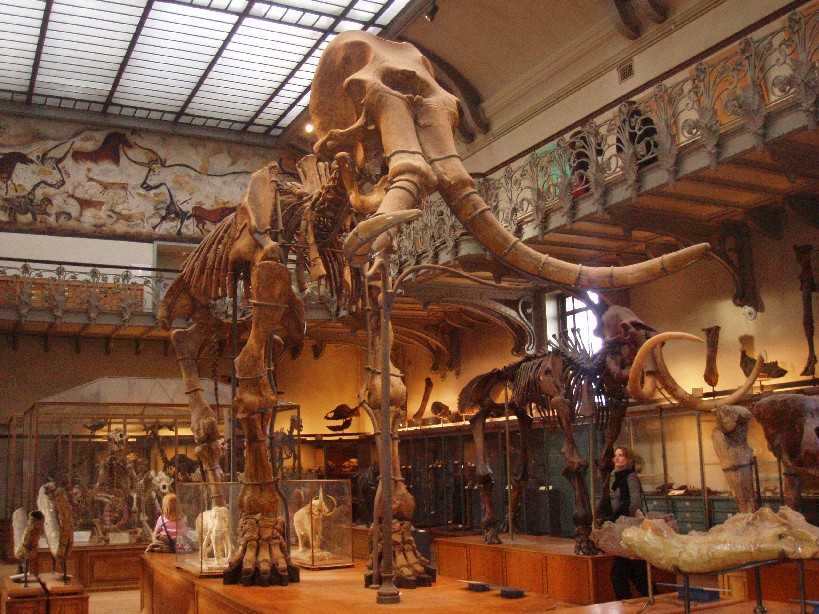
Au Muséum national d'histoire naturelle, le mammouth méridional découvert par Ollier de Marichard, dit « l'éléphant de Durfort » ou « éléphant méridional »

## Biographie
Descendant d'une famille protestante d'Uzès , il fut officier d'Académie, Inspecteur des Monuments historiques de l'Ardèche, membre des sociétés d'anthropologie de Paris et de Lyon, et de plusieurs sociétés savantes. Il fut aussi, en 1869, conjointement avec Paul Cazalis de Fondouce, l'un des découvreurs du spécimen de mammouth méridional qui depuis 1898 est exposé à la galerie de paléontologie du Muséum national d'histoire naturelle de Paris. Du temps d'Ollier de Marichard ce spécimen découvert à Durfort, dans le Gard, était encore appelé « l'éléphant de Durfort », ou aussi, « éléphant méridional ». À l'époque, le nom binomial de cette espèce était Elephas meridionalis, mais plus tard l'espèce fut rangée dans le genre Mammuthus (Mammuthus meridionalis).
En 1867 Ollier de Marichard publie les résultats des fouilles de la grotte du Louoï et sur la fouille d'une sépulture . Et en 1869, sur des sépultures antiques.
De 1871 à 1873, il fouille la grotte d'Ebbou en Ardèche et note la présence de décors pariétaux sans chercher plus loin , ce seront Jos Jullien, l'abbé Breuil et l'abbé Glory qui interpréteront cette découverte.

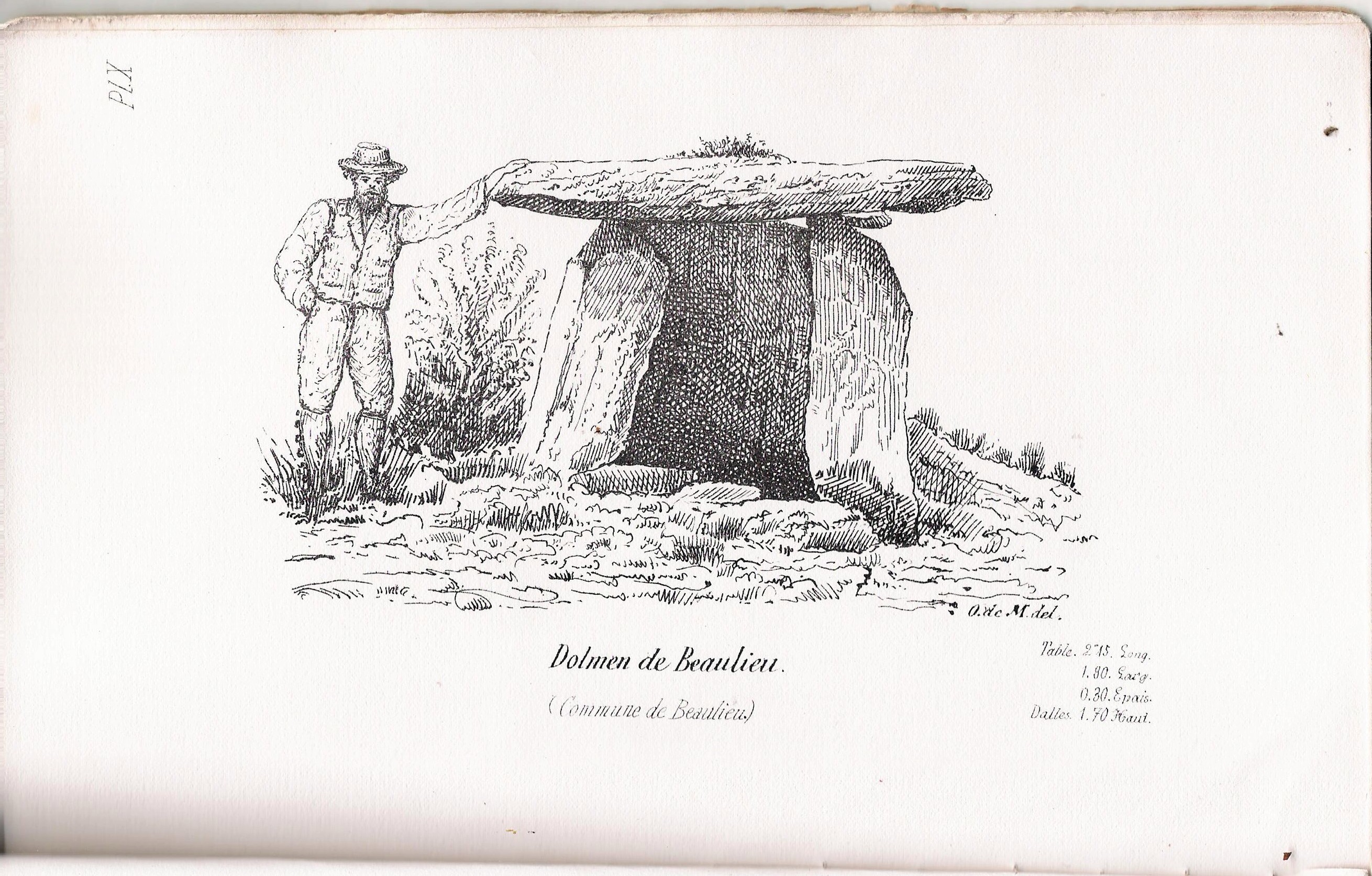
Dessin de Jules Ollier de Marichard.
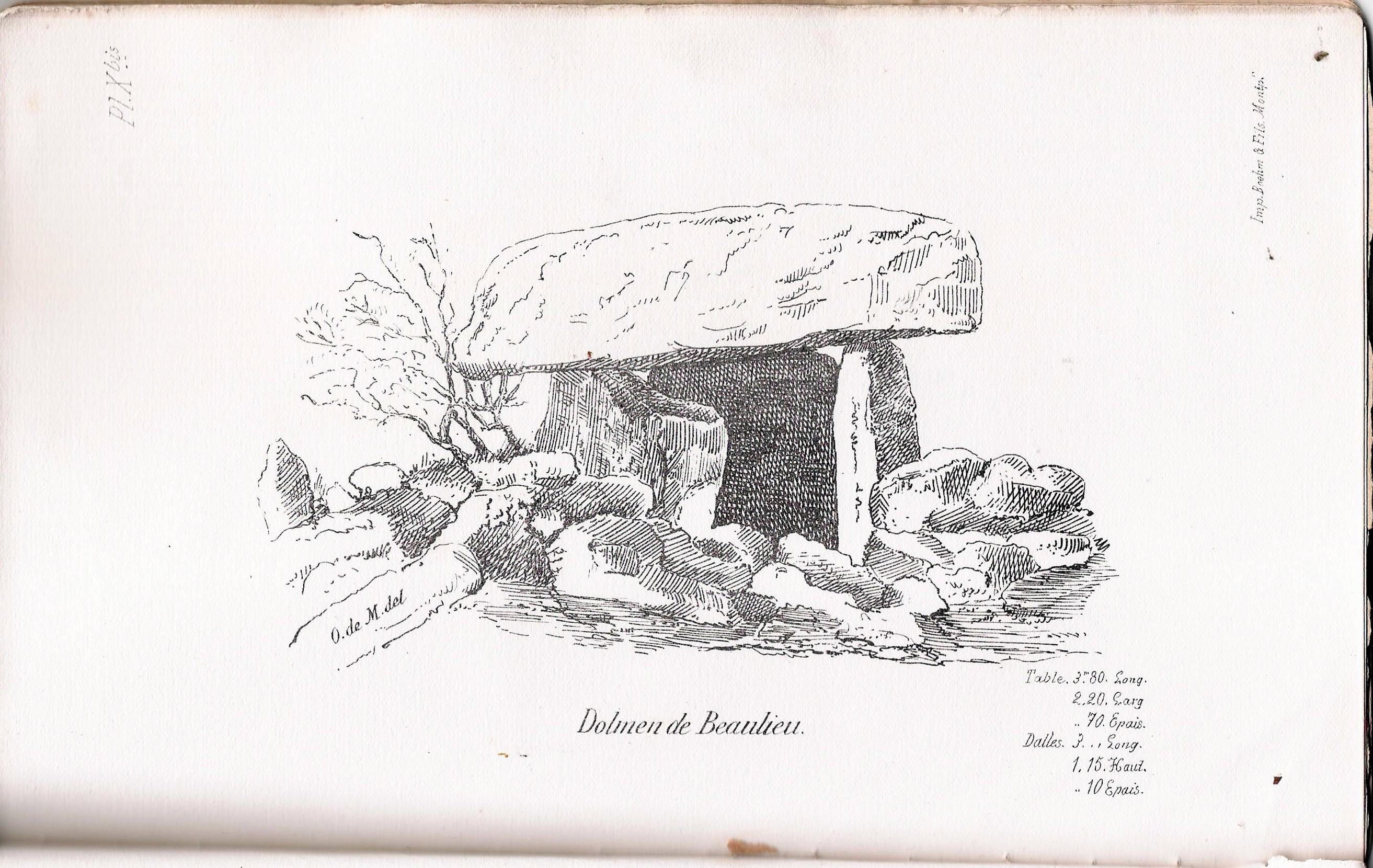
Dessin de Jules Ollier de Marichard.

## Publications
- Recherches sur l'ancienneté de l'homme dans les grottes et monuments mégalithiques du Vivarais. Paris, Savy- 1869.
- Monuments mégalithiques du Vivarais - Imprimerie typographique de Roure - Privas - 1882[9]

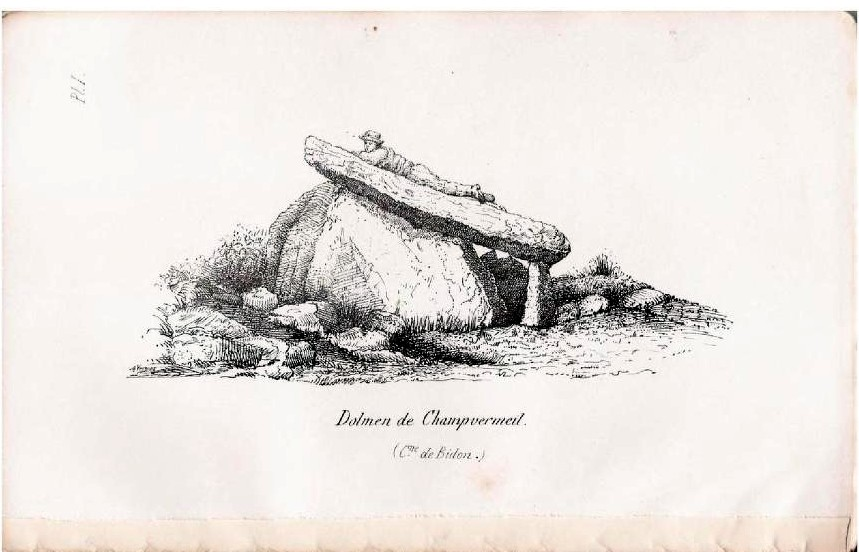
Illustrations de l'ouvrage de Jules Ollier de Marichard : Monuments Mégalithiques de l'Ardèche;

- Explorations archéologiques dans les vallées d’Auzon, de l’Ardèche et d’Antraigues-sur-Volane. - Imprimerie typographique du "Patriote" - Privas - 1885